# Kravspecifikation
Kravspecifikation eller problemanalyse er et ord, der stammer fra datalogi til at beskrive alle opgaver, der indgår i undersøgelse, afgrænsning og definition af et nyt eller ændret computerprogram. Det er en vigtig del af udviklingen, hvor man identificerer en kundes eller slutbrugers behov og krav. Når disse er identificerede, er man i stand til at udarbejde en løsning.
I det meste af datalogiens historie er kravspecifikation blevet anset for at være en relativt nem del af hele softwareudviklingen. Siden 1990'erne er det blevet stadig mere anerkendt som den vigtigste del af processen; for hvis ikke man får lavet en god kravspecifikation, er det nærmest umuligt at få implementeret software, der opfylder kundens krav og behov og som bliver færdigt til tiden.
Ordet finder desuden anvendelse på andre områder end datalogi, men hvor betydningen er uændret.